# Parapheromia giacria
Parapheromia giacria là một loài bướm đêm trong họ Geometridae.